# سلام نيكياس

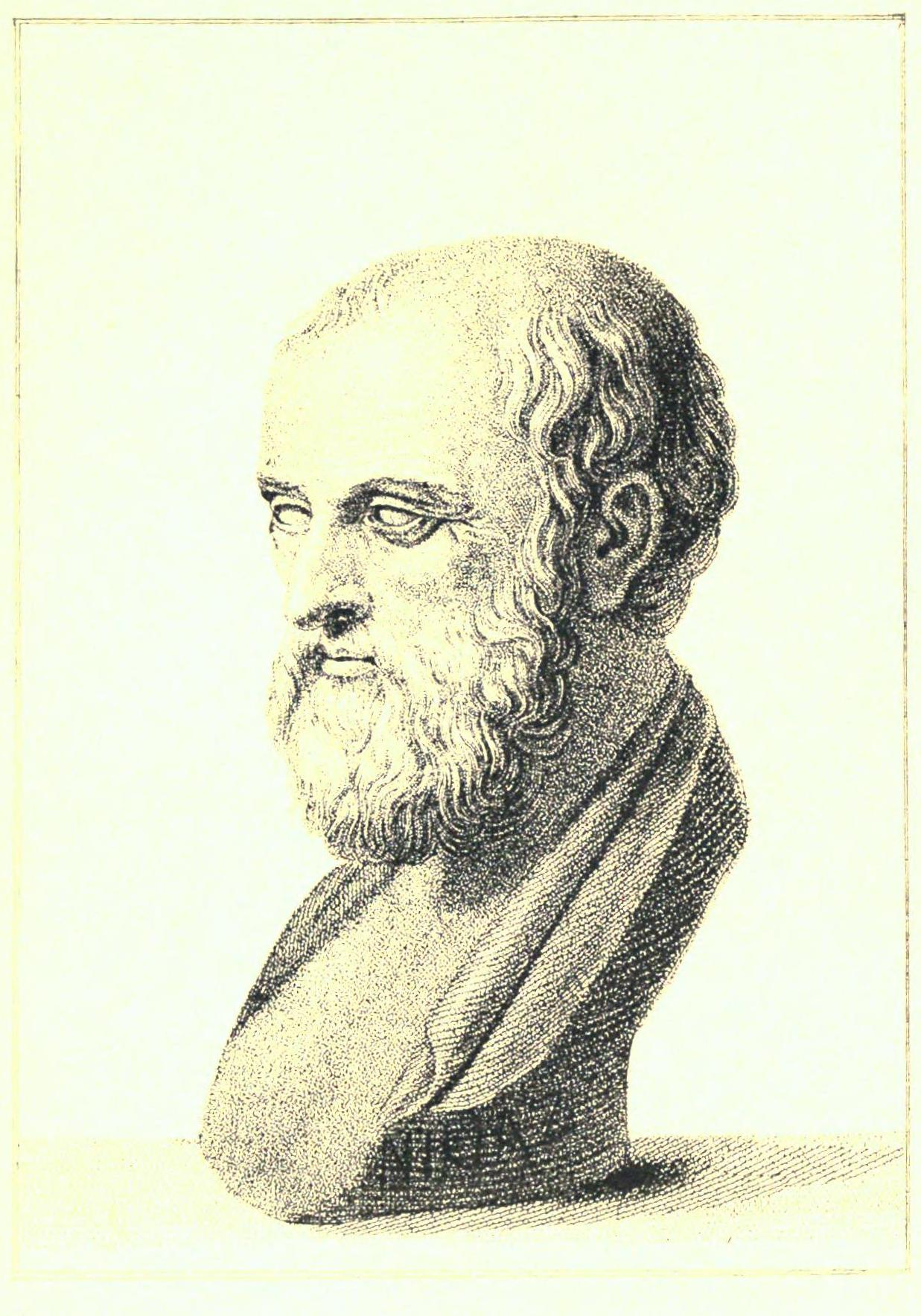
الجنرال الأثيني نيكياس

سلام نيكياس المعروف أيضًا بسلام الخمسون عامًا. كانت معاهدة سلام موقعة بين المدن اليونانية أثينا وسبارتا في مارس 421 قبل الميلاد، وأنهت النصف الأول من حرب بيلوبونيس.
في عام 425 قبل الميلاد خسر الاسبارطيون معركتي بيلوس وسباكتريا في هزيمة ساحقة أدت لأسر 292 سجين على يد الآثينين، بينهم 120 على الأقل من سبرطة. وتم استعادتهم مرة أخرى بحلول 424 قبل الميلاد عندما استولى الجنرال الإسبرطي براسيديس على أمفيبوليس. وعانى الأثينيون من هزيمة كبيرة في بيوتيا في معركة ديليوم في نفس العام.
وفي عام 422 قبل الميلاد هُزموا مرة أخرى في معركة أمفيبوليس في محاولة لاستعادة تلك المدينة. وقُتل كل من براسيداس القائد العام الإسبرطي، وكليون السياسي البارز في أثينا في معركة أمفيبوليس. بحلول هذا الوقت كان كلا الجانبين مرهقين وجاهزين للسلام.
بدأت المفاوضات من قبل بليستواناكس ملك اسبرطة والجنرال الأثيني نيكياس، قرر كلاهما إعادة كل ما احتلوه خلال الحرب، باستثناء نيسيا التي ستظل في أيدي الأثينيين، وبلاتيا التي ظلت تحت سيطرة طيبة. كما اتفقوا على إرجاع أمفيبوليس إلى أثينا، وأطلق الأثينيون سراح الأسرى الذين أخذوا في سباتشيريا. وفتحت المعابد في جميع أنحاء اليونان للمصلين من جميع المدن، وسوف تستعيد أوراكل في دلفي استقلالها الذاتي. وتعاهدوا على أن تستمرأثينا في جمع الجزية من الدول التي استلمتها منها منذ زمن أريستيدس، لكن أثينا لم تستطع إجبارهم على أن يصبحوا حلفاء. ووافقت أثينا أيضًا على مساعدة سبارتا إذا ثار الهليوتس. ووافق جميع حلفاء سبرطة على توقيع السلام ، باستثناء البويوتيين وكورينث وإيليس وميجارا.